# 梁植
梁植，河南孟县（河南孟州）人，清朝政治人物。同进士出身。
梁植曾于1721年接替李峻德任华亭县知县一职，1722年由周中鋐接任。